# Agricoltura sostenibile
L'agricoltura sostenibile è un concetto ampio che si riferisce a un’agricoltura rispettosa delle risorse naturali, che non utilizza sostanze inquinanti per non alterare l'equilibrio ambientale e nel rispetto delle generazioni future. Secondo la definizione dell'Agricultural Sustainability Institute, ha lo scopo di soddisfare il fabbisogno attuale di alimenti e tessuti senza compromettere la capacità da parte delle generazioni future di soddisfare a loro volta il proprio fabbisogno.

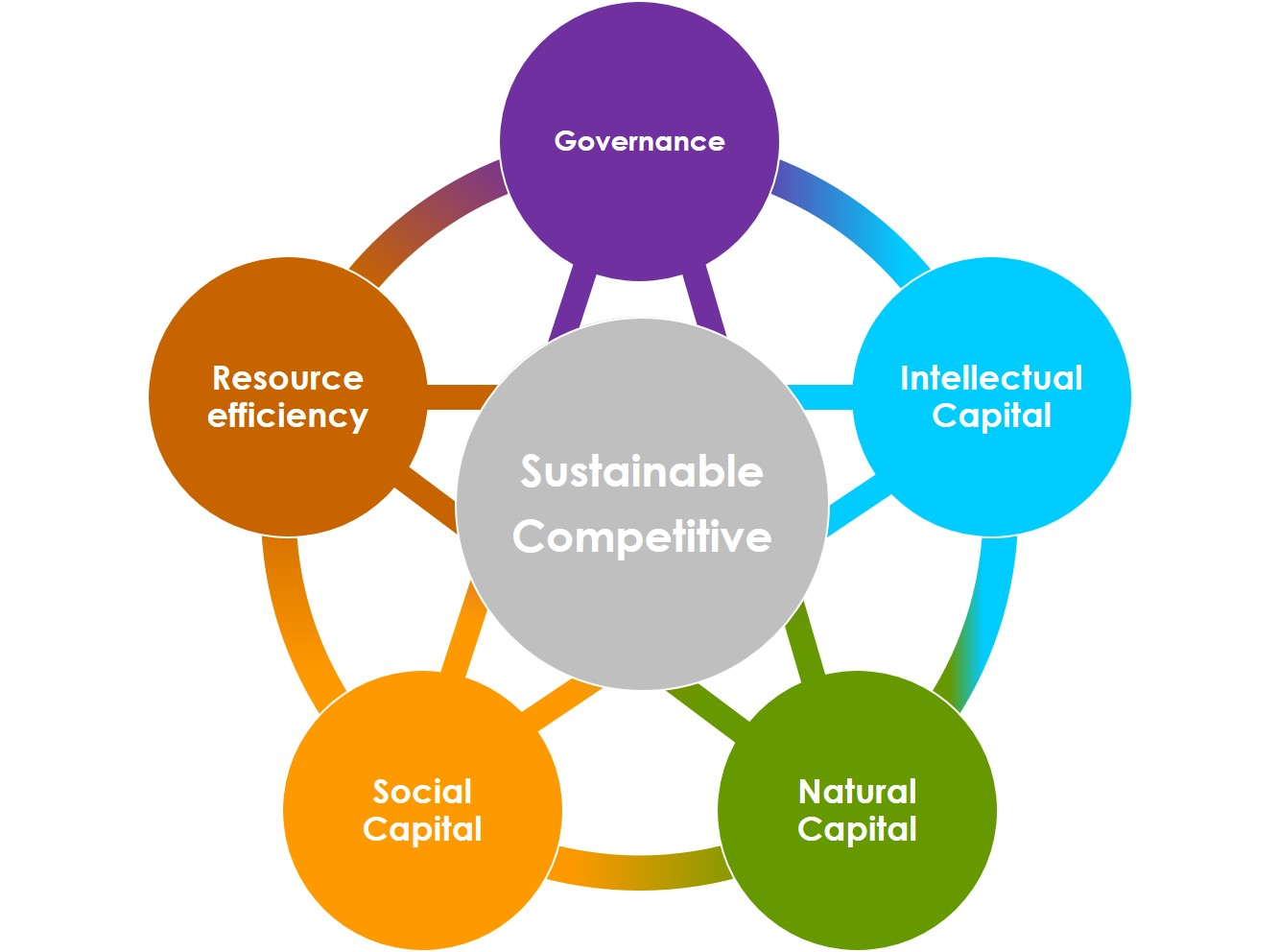
Modello di competitività sostenibile

L’agricoltura ha un’enorme impronta ambientale e gioca un ruolo significativo nel causare cambiamenti climatici, scarsità d’acqua, degrado del suolo, deforestazione e altri processi. Lo sviluppo dei sistemi alimentari sostenibili contribuisce alla sostenibilità della popolazione umana. Si parla di agricoltura sostenibile, quindi, anche dal punto vista sociale e dal punto di vista economico.
L'agricoltura sostenibile dal punto di vista sociale è la capacità della produzione agroalimentare mondiale di soddisfare la domanda globale. L’agricoltura sostenibile ha l’obiettivo di garantire la salute delle persone, migliorare la qualità della vita dei produttori, salvaguardare i diritti umani e favorire l’equità sociale. L’agricoltura sostenibile dal punto di vista economico è un’agricoltura in grado di favorire il commercio equo-solidale.

## Principi
I 5 principi dell'agricoltura sostenibile sono stati definiti dalla Organizzazione delle Nazioni Unite per l'alimentazione e l'agricoltura (FAO).
- Aumentare la produttività, l’occupazione e il valore aggiunto nei sistemi alimentari
- Proteggere e migliorare le risorse naturali
- Migliorare i mezzi di sussistenza e favorire una crescita economica inclusiva
- Accrescere la resilienza di persone, comunità ed ecosistemi
- Adattare la governance alle nuove sfide.

## Pratiche
Per agricoltura sostenibile si intende un approccio generale, nel concreto può essere applicato in tanti modi diversi. L’agricoltura sostenibile è diversificazione nel rispetto dei diversi bisogni di differenti contesti. Nel corso degli anni sono stati definiti alcuni princìpi condivisi che le aziende agricole possono seguire per rendere sostenibile la loro produzione.
Nel 2015 Greenpeace ha pubblicato un rapporto con sette punti per praticare un’agricoltura più equilibrata, più rispettosa dell’ambiente e delle persone:
- Sovranità alimentare, in modo che chi produce e consuma riprenda il controllo sulla filiera alimentare, spesso in mano alle multinazionali
- Sostegno agli agricoltori e alle comunità rurali, per contribuire a sconfiggere la fame e la povertà, grazie a un’alimentazione sana, sicura ed economicamente sostenibile
- Produrre e consumare meglio, riducendo gli sprechi di cibo, razionalizzando risorse e migliorando l’accessibilità al cibo anche per le zone più povere
- Biodiversità, per esaltare varietà e diversità, che a volte vengono invece sacrificate in favore di grandi monoculture
- Suolo sano e acqua pulita, con attività che migliorano naturalmente la fertilità dei terreni, senza ricorrere a sostanze che rischiano di danneggiare il suolo e le risorse acquifere
- Un sistema sostenibile di controllo dei parassiti, che faccia a meno di pesticidi chimici costosi che rischiano di compromettere la qualità dei terreni e dell’ambiente
- Sistemi alimentari resistenti, in grado di rispondere ai numerosi cambiamenti in atto, dal punto di vista del clima e dell’economia.

Altre organizzazioni hanno presentato proposte in questo senso: nel 2018 la FAO ha presentato 20 azioni per uno sviluppo agricolo sostenibile. Proprio in termini di innovazione bisogna sottolineare come le nuove tecnologie per l’agricoltura di precisione aiutano di fatto gli agricoltori a ottimizzare risorse e consumi limitando l’impatto per l’ambiente.
Si ottiene infatti un risparmio di carburante, un minore compattamento del terreno, mentre si riduce al minimo lo spreco di fertilizzanti e diserbanti.

## Politica agricola comune (PAC)
La politica agricola comune (PAC) combina approcci sociali, economici e ambientali sulla via della realizzazione di un sistema agricolo sostenibile nell'UE.
Adottando questo approccio combinato e ambizioso e sfruttando gli ultimi progressi in materia di conoscenza e innovazione, la PAC allinea l'agricoltura al Green Deal europeo, che mira a creare un futuro inclusivo, competitivo e rispettoso dell'ambiente per l'Europa.

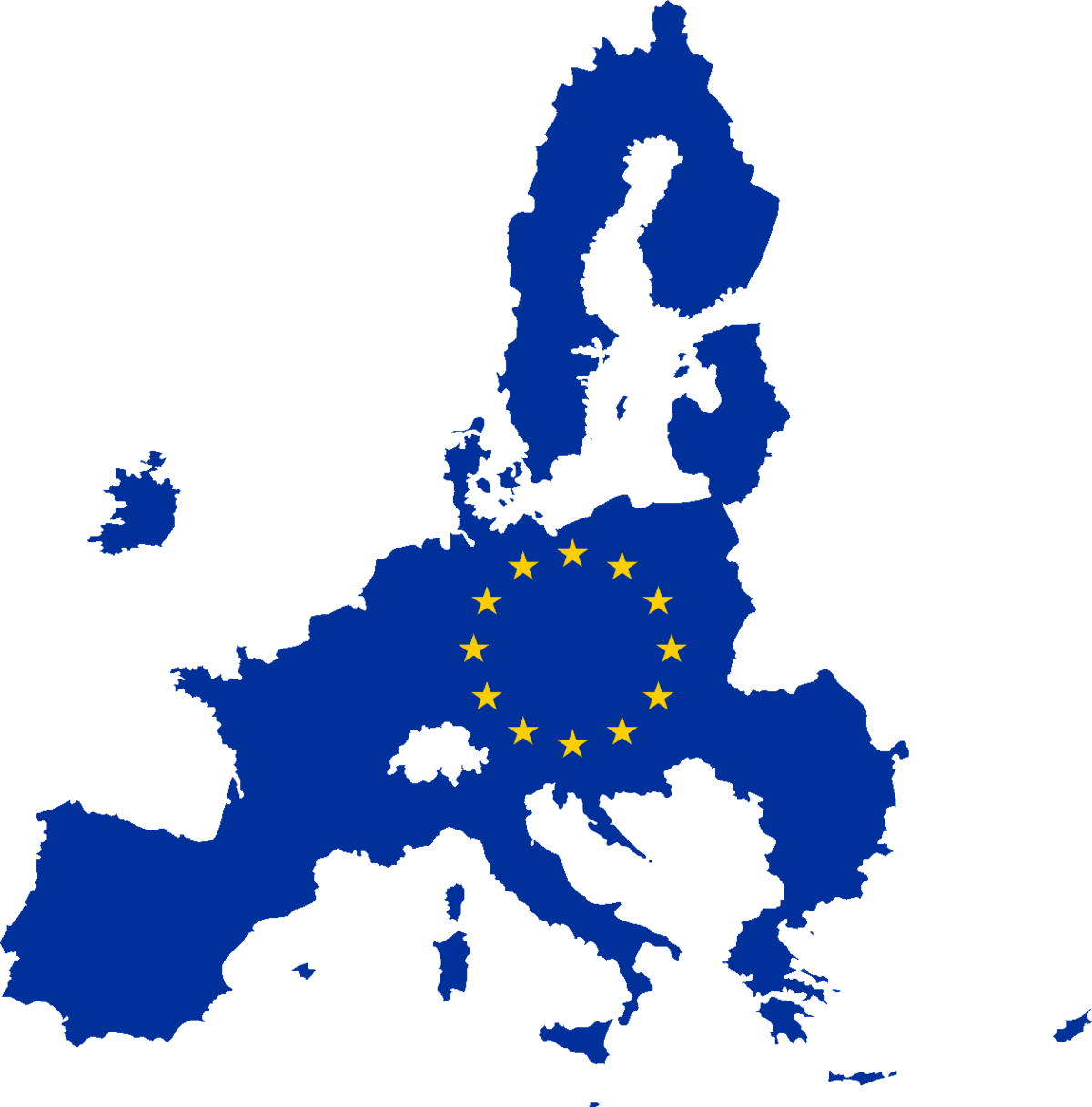
Mappa territoriale della bandiera dell'Unione europea

Gli agricoltori, le imprese agroalimentari, i silvicoltori e le comunità rurali hanno un ruolo essenziale da svolgere in diversi settori strategici chiave del Green Deal, tra cui: costruire un sistema alimentare sostenibile attraverso la strategia dal produttore al consumatore, integrare la nuova strategia sulla biodiversità tutelando e migliorando la varietà di piante e animali nell'ecosistema rurale, contribuire all'azione per il clima del Green Deal per conseguire l'obiettivo di azzerare le emissioni nette nell'UE entro il 2050, sostenere la strategia forestale aggiornata (da annunciare nel 2021 mantenendo le foreste in buono stato), contribuire a un piano d'azione per l'azzeramento dell'inquinamento, da definire nel 2021, salvaguardando risorse naturali quali l'acqua, l'aria e il suolo.
Le azioni intraprese in questi settori affronteranno alcune delle maggiori sfide che attendono l'UE nei prossimi anni. Contribuendo a risolvere queste sfide, la PAC garantisce che l'agricoltura rimanga al centro dell'Europa per le generazioni future. Per il periodo 2021-2027, la Commissione europea propone che la politica agricola comune si basi su nove obiettivi chiave incentrati su aspetti sociali, ambientali ed economici: questi obiettivi costituiranno la base su cui i paesi dell'UE elaboreranno i loro piani strategici della PAC.

### Obbiettivi della PAC
Gli obiettivi sono:
- Garantire un reddito equo agli agricoltori, ossia di sostenere un reddito agricolo sufficiente e la resilienza in tutta l’Unione Europea per rafforzare la sicurezza alimentare. Valutare quale combinazione di misure sia necessaria per conseguire l’obiettivo strategico di un reddito agricolo sufficiente.[4]
- Aumentare la competitività, ovvero aumentare la competitività e la produttività del settore agricolo in modo sostenibile, per far fronte alla sfida dell’aumento della domanda in un contesto di scarsità di risorse e incertezza climatica.
- Riequilibrare la distribuzione del potere nella filiera alimentare e migliorare la posizione degli agricoltori nella catena di valore.
- Agire per contrastare i cambiamenti climatici, quindi contribuire alla mitigazione dei cambiamenti climatici e all’adattamento degli stessi, come pure allo sviluppo dell’energia sostenibile.
- Tutelare l’ambiente promuovendo lo sviluppo sostenibile e la gestione delle risorse naturali come l’acqua, il suolo e l’aria.
- Salvaguardare il paesaggio e la biodiversità: contribuire alla tutela della biodiversità, migliorare i servizi eco-sistemici e preservare gli habitat e i paesaggi.
- Sostenere il ricambio generazionale, modernizzare il settore agricolo rendendolo appetibile per i giovani e migliorare così il loro sviluppo imprenditoriale.
- Sviluppare aree rurali dinamiche. È necessario promuovere l'occupazione, la crescita, l’inclusione sociale e lo sviluppo locale nelle aree rurali, comprese la bioeconomia e la silvicoltura sostenibile.
- Proteggere la qualità dell’alimentazione e della salute, migliorare la risposta dell’agricoltura dell’UE alle esigenze della società in materia di alimentazione e salute, tra cui la disponibilità di alimenti sani, nutrienti e sostenibili, la riduzione degli sprechi alimentari e il benessere degli animali.

La PAC ha assicurato agli agricoltori delle sovvenzioni ingenti per incentivarli a produrre. Ha erogato aiuti finanziari per la ristrutturazione del settore, investimenti nelle aziende agricole per accrescere le proprie dimensioni e per adeguare le tecnologie alle condizioni sociali ed economiche dei tempi.In particolare le sovvenzioni, oggi, hanno acquisito un peso mai conosciuto nel passato, ponendo le premesse per una nuova rivoluzione del rapporto agricoltura- ambiente.

## Finalità
Il 25 settembre 2015 le Nazioni Unite hanno approvato l'Agenda 2030 per lo sviluppo sostenibile indicando 17 obiettivi da raggiungere entro il 2030, tra i quali la promozione dell'agricoltura sostenibile. Nella conferenza del 2016 a Marrakech le Nazioni Unite si sono concentrate sulle problematiche relative ai cambiamenti climatici e hanno definito come sia fondamentale "mettere l’agricoltura al centro degli interventi sul clima". 
L'agricoltura sostenibile infatti produce un'attenuazione dei cambiamenti climatici.
L’agricoltura sostenibile è un settore finalizzato a:
- Migliorare le condizioni di vita degli agricoltori
- Aumentare lo sviluppo, dando possibilità di entrare più facilmente sul mercato
- Far circolare notizie sullo sfruttamento
- Difendere i diritti umani

## Tecniche sostenibili
Esistono diversi modelli agricoli che hanno principi e tecniche sostenibili:
L'Agricoltura biologica è un tipo di produzione che ammette solo l’uso di sostanze naturali, evitando lo sfruttamento eccessivo delle risorse come acqua, suolo e aria.
L'Agricoltura biodinamica (cfr. Demeter) è un principio che si fonda sul rispetto dell’ecosistema terrestre, tenendo conto delle leggi cosmiche e attivazione della vita nel suolo, così che le piante possano autoregolarsi.
L'agricoltura rigenerativa è un approccio emergente: promette di riabilitare e conservare le funzioni vitali del suolo imitando il più possibile i processi naturali. Gli impatti diretti riguardano la riduzione di fertilizzanti e fitofarmaci oltre alla conservazione e aumento della biodiversità.
La Permacultura è l'insieme di pratiche agricole orientate al mantenimento naturale della fertilità del suolo terrestre e sistema di progettazione che intreccia tematiche proprie dell’architettura, economia, ecologia e sistemi giuridici. Essa serve per gestire meglio i paesaggi per soddisfare i bisogni delle persone.
Gli Ecovillaggi sono comunità che hanno come fine ultimo la sostenibilità ambientale, utilizzando stili di vita diversi da quello attuale.
L'agricoltura solidale è un tipo di agricoltura che si basa sul rispetto di uomo e ambiente e relazioni dirette.

## Green Economy
Negli anni si è fatto largo il concetto di green economy, ovvero una parte dell’economia che determina la crescita di benessere ed equità sociale e allo stesso tempo riduce rischi ambientali e scarsità ecologiche. Si può dire che il concetto di green economy e quello di sviluppo sostenibile siano complementari tra di loro, in quanto entrambi conferiscono un ruolo importante alla dimensione ambientale della sostenibilità.
La green economy ha come principio cardine il fatto che per far funzionare l’economia nel modo migliore, si deve tener conto di tutte le risorse impiegate. Nel tempo sono stati applicati incentivi e politiche sbagliate e che non hanno tenuto conto di esternalità sociali e ambientali. Tutto ciò dimostra che è necessario che avvenga una riallocazione del capitale verso energie rinnovabili, agricoltura sostenibile, protezione della biodiversità e degli ecosistemi, conservazione del suolo ed infine delle risorse idriche. In questa ottica l'agrivoltaico con le sue funzioni e i suoi effetti sembra un metodo idoneo a contribuire ad un modello di sviluppo sostenibile.
Seguire la strada della green economy comporta per il settore pubblico alcune questioni: eliminare i sussidi distorsivi, rafforzare i meccanismi di mercato, e reindirizzare il green procurement. Mentre il settore privato, allo stesso tempo, deve comprendere le opportunità offerte dall’i nvestimento in tali settori e rispondere a nuovi segnali di prezzo e politiche attraverso la crescita degli investimenti.
Per arrivare a tutto ciò, bisogna seguire alcune condizioni:

Mappa mondiale dei paesi per impronta ecologica (2007)

- Valutare i servizi ambientali e il deprezzamento del capitale naturale in modo da poter inserire costi e benefici nelle varie strategie.
- Attivare flussi informativi, incentivi, investimenti e realizzare infrastrutture e istituzioni
- Impegnarsi in una ricerca che coinvolga scienziati, ecologisti, economisti, i quali dovranno quantificare gli impatti del degrado e dei cambiamenti ambientali e climatici.
- Seguire il percorso della green economy dipende da paese a paese, principalmente in termini di dotazione di capitale naturale e umano. Ad esempio, nel Nord America si sono raggiunti alti livelli di sviluppo (con l'obiettivo di ridurre la propria impronta ecologica senza ridurre la qualità della vita); mentre in Africa si ha una bassa impronta ecologica e un basso livello di benessere (l'obiettivo è la crescita senza far aumentare l’impronta ecologica).[3]

## Misurazione del grado di sostenibilità
La misurazione del grado di sostenibilità è soggetta a molti vincoli di carattere metodologico, inoltre vi sono anche diversi ostacoli di ordine pratico che limitano la misurazione di fenomeni connessi alla sostenibilità. Le aziende agricole non sono tenute a utilizzare metodi di raccolta sistematica ma solo a registrare gli acquisti e la detenzione attraverso il quaderno di campagna oppure con una rilevazione puntuale degli impieghi dal magazzino al campo (parcella), la quale è molto onerosa per l’agricoltore e di fatto inutile. Questo fa comprendere come sia difficile quantificare un indicatore in grado di misurare l’impatto di un’attività.
Le nuove tecnologie di raccolta e trattamento delle informazioni offrono alcune alternative alla rilevazione puntuale attraverso indagini di campo, per costo e praticabilità, che però sono limitati a piccole porzioni di territorio. Le tecnologie si basano sulla rilevazione attraverso sensori remoti e automatici GIS (Geographical Information Systems). La combinazione fra fonti informative e strumenti tecnologici sarà uno degli sviluppi più importanti e promettenti in funzione della valutazione dell’impatto ambientale e offrirà inoltre la possibilità di costruire un sistema informativo territoriale a supporto dell’analisi della sostenibilità.
A fronte del futuro dell’agricoltura sostenibile bisognerà aumentare la numerosità delle rilevazioni, organizzando i dati attuali e futuri in un sistema capace di alimentare e supportare le analisi e le decisioni in questo ambito. In prospettiva, forniremo sempre più indicazioni utili per la pianificazione territoriale, così facendo il concetto di sostenibilità non costituirebbe solo un criterio di valutazione delle attività aziendali sullo sviluppo socioeconomico, ma la vera e propria crescita ed espansione di un chiaro e sano obiettivo da perseguire.

## Questioni operative
I principi generali a cui si ispira la produzione biologica sembrano essere strettamente compatibili con le principali esigenze di sostenibilità ambientale. 

surriscaldamento globale in diversi periodi di tempo

La varietà dei fenomeni atmosferici e climatici in gioco rendono molto elevato il livello di incertezza sull’efficacia e sulla completezza delle diverse tecniche di misurazione proposte. La sostenibilità ambientale dell’agricoltura biologica, infatti, è la sintesi tra sistemi caotici, dinamici e interconnessi. Appare più praticabile, invece, l’idea di poter individuare forme e tecniche di produzione agricola relativamente più sostenibili di altre, in un dato luogo e in un determinato momento. Qualsiasi tentativo deve potersi adattare a differenti contesti e deve essere estremamente sensibile rispetto alla scala dei fenomeni e degli interventi.
L’adattabilità degli strumenti di misurazione in campo ambientale deve ampliarsi in tre direzioni: nello spazio, nel tempo e rispetto alle diverse componenti ambientali. Per quanto riguarda la dimensione spaziale bisogna rifarsi alle questioni ambientali di maggior rilievo che possono manifestarsi sul piano locale, su quello nazionale e su quello internazionale con conseguenze anche molto differenti a seconda della scala di riferimento. Un esempio è dato dal cambiamento climatico, che pur essendo causato da sorgenti emissive localizzate e puntiformi, genera conseguenze principalmente a livello globale. Il tempo è un altro aspetto di cruciale importanza.
Nel caso delle risorse naturali invece bisogna valutare il rapporto tra tasso di sfruttamento e il tempo di rigenerazione naturale, che è uno dei criteri fondamentali per determinarne la sostenibilità meno dell’utilizzo. Un'altra questione di cruciale importanza, nella progettazione degli strumenti di misurazione della sostenibilità, riguarda la scelta dell’approccio metodologico, la comunità scientifica internazionale, infatti, ha cercato di risolvere la questione della misurazione della sostenibilità ricorrendo principalmente a due strategie: La costruzione di indici sintetici (Sands, Podomore, 2000), che aggregano grandezze anche molto diverse fra loro in un unico valore e la predisposizione di un appropriato set di indicatori (OECD, 2001 e 2009), che invece misura singolarmente le componenti e gli aspetti più rilevanti per la sostenibilità.

## Agricoltura e sequestro di carbonio
Le pratiche dell'agricoltura sostenibile tendono a valorizzare e favorire il potere del suolo come serbatoio di carbonio.